# 王向斉

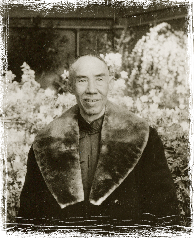
王向斉

王向斉（おうこうさい、王薌齋、1886年 - 1963年7月12日）は、中国の武術家。意拳の創始者。

## 人物
河北省深県魏林村に生まれる。
幼名を政和、字は宇僧、別字は尼賓、号は薌齋。実戦でのずば抜けた強さから当時、国を代表する拳法の達人「國手」であると人々から賞賛された。
少年時代に形意拳の代表的な達人であった郭雲深の閉門弟子（最後の弟子）となり、形意拳及びその核心である站樁、踐鑚裹の老三拳と龍虎の二法を学び、また、師伯にあたる張樹徳より古傳の大槍を学ぶ。
1913年頃北京陸軍武術傳習所にて五行拳・十二形・雑式錘等を教授し、1918年頃、河南、湖南、湖北、福建省をめぐって数々の中国武術を研究した。
河南省では嵩山少林寺の衝林和尚より心意把を、湖南、湖北、福建省にて解鐵夫、金紹峰、方洽中より白鶴拳を学ぶ。
そのエッセンスを抽出して創意工夫の末に意拳（大成拳）を創始する。
比武（試合）においては、王がただ相手に軽く手を触れたように見える何気ない攻撃を繰出しただけで、相手はまるで落雷に遭ったかのような衝撃を受けて倒れてしまったという。また対戦相手は王の動きを目で捉えることができず、まるで顔が七つあるかのようにも見えたという。
王と関係のあった武術家には、程廷華、劉鳳春、任致誠、肖海波（以上八卦掌）や李瑞東、楊少候、楊澄甫（以上太極拳）、或いは呉翼輝（以上六合八法拳）等がいた。
王の著名な弟子には趙道新、韓星橋、韓星垣、姚宗勲、王玉芳、日本人では澤井健一。

## エピソード（武勇談）
16歳の時、武器を持った数十人の土棍（山賊）に襲われたが、王はこれを単身素手で立ち向かって撃退した。後に王は「数が多い敵でも数人を倒せば、後は恐れをなして逃げる。」と述べている。